# Baynia dismutata
Baynia dismutata är en fjärilsart som beskrevs av W. Warren 1904. Baynia dismutata ingår i släktet Baynia och familjen mätare. Inga underarter finns listade i Catalogue of Life.